# Most Waszyngtona

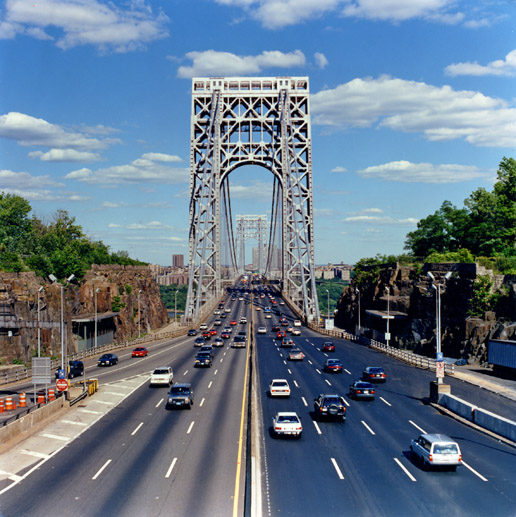
Most Waszyngtona

Most Waszyngtona  (ang. George Washington Bridge) – most wiszący nad estuarium Hudsonu, łączący nowojorski okręg Manhattan z Fort Lee w stanie New Jersey. Most nosi imię pierwszego prezydenta Stanów Zjednoczonych George’a Washingtona.

## Historia
Most został zbudowany w latach 1927–1931 przez Othmara Ammanna, według projektu architekta Cassa Gilberta. W latach 1958–1962 most przeszedł modernizację, w ramach której pod istniejącym przęsłem dobudowano drugi poziom. Jednocześnie na manhattańskim skraju mostu zbudowany został modernistyczny terminal autobusowy autorstwa Piera Luigiego Nerviego (George Washington Bridge Bus Station).
Całkowita długość mostu wynosi 1450 m, a rozpiętość głównego przęsła 1067 m. W momencie oddania do użytku most Waszyngtona niemal dwukrotnie pobił poprzedni rekord rozpiętości przęsła, należący do Ambassador Bridge. Most pozostawał rekordzistą do 1937 roku, gdy o 213 m wyprzedził go Golden Gate. Dwa poziomy mostu zawieszone są odpowiednio 35 m i 65 m nad średnim poziomem morza. Stalowe filary mostu o konstrukcji kratownicowej sięgają 184 m n.p.m..
Most przeznaczony jest dla ruchu drogowego (ruch odbywa się na 14 pasach – 8 na górnym i 6 na dolnym poziomie), rowerowego oraz pieszego. Przez most przebiega autostrada międzystanowa nr 95 oraz U.S. Route 1 i U.S. Route 9.
Zarządcą mostu jest Port Authority of New York and New Jersey. Pojazdy silnikowe jadące w kierunku Nowego Jorku objęte są mytem.
W 2011 roku średnia dzienna liczba pojazdów korzystających z mostu wyniosła 276 150.
Most Waszyngtona jest miejscem licznych samobójstw – w rekordowym 2012 roku skacząc z mostu życie odebrało sobie 18 osób, doszło także do 43 prób samobójczych.